# Jussara

Jussara este un oraș în statul Bahia (BA) din Brazilia.